# Pampa (Schiff, 1891)
Die Pampa war das einzige in Rostock gebaute Schiff der Hamburger Reederei F. Laeisz und zugleich das letzte für diese Reederei gebaute Vollschiff, die danach wegen der steigenden Volumina des Massenguttransports nur noch Viermastbarken in Auftrag gab. Das stählerne Schiff lief am 9. Mai 1891 vom Stapel und war bis dahin das größte je auf Rostocker Werften gebaute Schiff. Die Schiffstaufe hielt Olga Clara Knöhr (1869-1916) aus Hamburg, Nichte des Reeders Carl Laeisz. Die Pampa machte bis 1913 zahlreiche Fahrten mit Massengut zwischen Europa und der amerikanischen Westküste, u. a. Chile, sowie Australien. Es galt als das schnellste Schiff von Laeisz und machte zahlreiche Fahrten nach Chile in weniger als 70 Tagen.

## Geschichte
Die Schiffsführung übertrug die Reederei Kapitän C.J. Steincke, der schon die Bark Plus geführt hatte. 1893 und 1898 fuhr er sie in jeweils 63 Tagen (Hinfahrt Kanal-Valparaiso und Rückfahrt Iquique-Kanal). 1896 machte die Pampa unter Kapitän Steincke die Fahrt von Lizard Point am Ausgang des Ärmelkanals zum Äquator in 15 Tagen und war damit das dritte Schiff, das die Strecke in dieser Zeit bewältigte. 1905 legte sie die Strecke vom Kanal nach Valparaíso unter Kapitän W. Schröder in 58 Tagen zurück. Nur zwei Schiffe waren schneller, die britische Viermastbark Eudora (1903/04) und das deutsche Fünfmast-Vollschiff Preußen (1903).
Bekannte Schiffsführer:
- 1892–1899 C.J. Steinke Jungfernfahrt
- 1899–1900 J. Jensen
- 1900–1903 Carl Prützmann
- 1903–1909 W. Schröder
- 1907–1908 Robert Miethe
- 1908–1910 J. Hamm
- 1911–1913 Jürgen Jürs

Am 2. Mai 1913 wurde die Pampa an die finnische Reederei AB Aura (gegründet von Johan (John)             Arthur Tengström, 1862–1934) verkauft und erhielt den Namen Aura. Am 14. April 1922 wurde sie bei den Scilly-Inseln im Sturm entmastet, vom britischen Schiff Tuscarora nach Plymouth geschleppt, von der Bergungsgesellschaft für 1500 Pfund Sterling an die Eigentümer zurück verkauft und von diesen zum Abwracken nach Sunderland verkauft.
Vollschiff Pampa, Gemälde O. Rahardt 2012

Link zum Bild